# Julian Toliński
Julian Stefan Toliński (ur. 19 czerwca 1910 w Rybitwach, zm. 14 stycznia 1986 w Mszanie Dolnej) − pedagog, działacz harcerski i turystyczny, kwalifikowany przewodnik turystyki górskiej, ludoznawca i folklorysta.
Rodzicami Juliana Tolińskiego byli Jan i Karolina z Domagałów. Miał dwóch młodszych braci: Mariana (zm. 1948), farmaceutę, więźnia KL Auschwitz, członka obozowego ruchu oporu, oraz Tadeusza, dziennikarza sportowego. W 1929 roku zdał egzamin dojrzałości w Państwowym Seminarium Nauczycielskim w Krakowie. Do końca września tego roku pracował jako przewodnik na Powszechnej Wystawie Krajowej w Poznaniu. Od października został skierowany jako nauczyciel do szkoły powszechnej w Porębie Wielkiej. Po trzech latach i zdanym egzaminie państwowym na nauczyciela, został przeniesiony do szkoły powszechnej w Mszanie Dolnej. W latach 1935−1936 ukończył wyższy kurs nauczycielski we Lwowie.
W 1933 roku Julian Toliński zorganizował pierwszą drużynę harcerską na terenie Mszany Dolnej, która podczas okupacji hitlerowskiej włączyła się w działalność Szarych Szeregów. Julian Toliński prowadził także tajne nauczani w miasteczku, wraz z profesor Bronisławą Szczepaniec i doktorem Sebastianem Flizakiem. Po wojnie powrócił do pracy nauczyciela w szkole powszechnej, odtwarzał struktury mszańskiego harcerstwa, zaś w 1946 roku był w grupie założycielskiej tworzonego przez Sebastiana Flizaka miejscowego oddziału Polskiego Towarzystwa Ludoznawczego. Był również pierwszym prezesem koła Polskiego Towarzystwa Turystyczno-Krajoznawczego, współautorem pierwszego przewodnika turystycznego po Mszanie Dolnej i okolicach (1967). Na emeryturę przeszedł w 1974 roku, wciąż pozostając aktywnym pedagogiem oraz działaczem PTTK i PTL.
Julian Toliński zmarł 14 stycznia 1986 roku i został pochowany na cmentarzu parafialnym w Mszanie Dolnej. Był dwukrotnie żonaty: z Wandą Antkowiak (zm. 1947) i Eugenią Dudzik (zm. 1985). Z drugą żoną mieli troje dzieci. Był odznaczony między innymi Krzyżem Kawalerskim Orderu Odrodzenia Polski, Krzyżem „Za Zasługi dla ZHP” oraz Złotą Odznaką Honorową PTTK. W 1994 roku jego imieniem została nazwana jedna z ulic w Mszanie Dolnej.